# Mind Blowin’ (альбом)
Mind Blowin’ (с англ. — «Сногсшибательный») — второй студийный альбом американского рэпера Ваниллы Айс. Выпущенный 22 марта 1994 года, это последний релиз рэпера на лейбле SBK Records. Альбом не попал в чарты и получил отрицательные отзывы критиков. С момента выпуска Mind Blowin’ получил некоторую степень культового статуса в хип-хоп сообществе. Песни с альбома составили треть туров Ваниллы Айс, проводимых в 1992—2010 годах. Альбом разошёлся тиражом всего 42 000 копий в Соединённых Штатах, что значительно меньше по сравнению с его дебютным успешным альбомом To the Extreme. Несмотря на это, первый сингл «Roll ’Em Up» был успешен в Европе.
За этим альбомом последовал, выпущенный в 1998 году, Hard to Swallow, который ознаменовал собой смену лейбла на Republic Records.

## Содержание
Сайко из Insane Poetry работал над 10 песнями альбома.
The Wrath, один из синглов альбома, был ответом на сингл «Pop Goes the Weasel» 3rd Bass.
Марк Уолберг, в то время входивший в рэп-группу Marky Mark and the Funky Bunch, сделал негативные замечания о Ванилле Айс в одной из своих песен. Айс ответил в песне «Hit ’em Hard», которая в основном была дисс-треком, нацеленным на Марка, но Айс также упомянул 3rd Bass и MC Hammer. 3rd Bass и Marky Mark and the Funky Bunch не ответили на трек Ваниллы Айс.
Многие тексты песен были написаны под влиянием наркотиков и содержали ссылки на курение марихуаны, особенно в треке «Roll ’Em Up». Песня «I Go Down» — дань уважения Gang Starr, MJB и Тупаку Шакуру.

## Критика
| Оценки критиков               | Оценки критиков |
| Источник                      | Оценка          |
| ----------------------------- | --------------- |
| Allmusic                      | [ 5 ]           |
| Entertainment Weekly          | (D)             |
| The Rolling Stone Album Guide | [ 7 ]           |

Альбом был встречен музыкальными критиками отрицательно. Обозреватель Entertainment Weekly Джеймс Бернард назвал альбом «скорее нелепым, чем фанковым». Обозреватель Rolling Stone Дэниел Смит назвал песню «Get Loose» «отрывистой», написав, что, хотя её текст «бессмысленный», сама «песня — шумная вечеринка, одно из немногих мест, где Айс может расслабиться. Он звучит солидно и в начале „The Wrath“ […] Он звучит легко и непринужденно — почти сексуально. Но он не продолжает в том же духе: в песне „Now and Forever“ Айс возвращается к глупой лирике […] и своему стилю аля Max Headroom». Рецензент AllMusic Стивен Томас Эрлевайн написал, что «нет ни одного момента, который бы устанавливал чёткую музыкальную идентичность, и всё это довольно неловко».
Альбом был назван «Наименее важным альбомом, демонстрирующим изменение имиджа» в списке A.V. Club «Наименее важных альбомов 90-х».

## Список композиций
Слова и музыка всех песен — Vanilla Ice, кроме отмеченных
| №                   | Название              | Автор(ы)                                 | Длительность |
| ------------------- | --------------------- | ---------------------------------------- | ------------ |
| 1.                  | «Live Intro»          |                                          | 0:51         |
| 2.                  | «Fame»                |                                          | 4:15         |
| 3.                  | «Get ’Em Now»         |                                          | 0:08         |
| 4.                  | «The Wrath»           |                                          | 4:20         |
| 5.                  | «Roll ’Em Up»         | Vanilla Ice, Род Джонсон, Патрик Роллинс | 4:30         |
| 6.                  | «Hit ’Em Hard»        |                                          | 3:10         |
| 7.                  | «Smooth Interlude»    |                                          | 0:31         |
| 8.                  | «Now And Forever»     |                                          | 3:40         |
| 9.                  | «Iceman Party»        |                                          | 3:34         |
| 10.                 | «Oh My Gosh»          |                                          | 3:25         |
| 11.                 | «Minutes Of Power»    |                                          | 3:50         |
| 12.                 | «I Go Down»           |                                          | 3:27         |
| 13.                 | «Bullet On The Chart» |                                          | 0:28         |
| 14.                 | «Phunky Rhymes»       |                                          | 3:47         |
| 15.                 | «Blowin’ My Mind»     |                                          | 3:18         |
| 16.                 | «Son Of A Gun»        |                                          | 0:07         |
| 17.                 | «Get Loose»           |                                          | 3:41         |
| Общая длительность: | Общая длительность:   | Общая длительность:                      | 47:14        |

## Участники записи
Музыканты
- Ванилла Айс — вокал, продюсер, исполнительный продюсер, сведение
- Дэррил «Делайт» Алламби — клавишные
- Дэвис Бикстон — барабаны
- Майк Даан — бас-гитара
- Ди Ди Харрис — вокал
- Пол Лумис — клавишные
- Джеффри Смит — электронные звуки, переговорное устройство
- Энди Тиммонс — гитара
- Роберт Векслер — гитара, программирование, звукорежиссёр, синтезатор
- Стив Уильямс — барабаны

Дополнительный персонал
- Скотт Бернворт — дизайн обложки, фотография
- Том Койн — мастеринг
- Дэйв Госсетт — A&R
- Глен Харди — фотография
- Шон Харгрейвз — тип шрифта
- Фил Джонсон — дизайн обложки
- Скотт Джонсон — дизайн обложки
- Джеймс Конрад Кох — логотип
- Tha Hit-Men — продюсер
- Zero — микширование